# Deuteragenia bifasciata
Deuteragenia bifasciata (Syn.: Dipogon bifasciatus)  ist ein Hautflügler aus der Familie der Wegwespen (Pompilidae).

## Merkmale
Die Tiere erreichen eine Körperlänge von 5 bis 9 Millimetern (Weibchen) bzw. 4 bis 7 Millimetern (Männchen).
Das dritte Fühlerglied der Weibchen ist deutlich länger als der Scapus und die Discoidalzelle 1 besitzt keine eingetrübte Spitze. Beim Männchen sind die Fühlerglieder unterseits parallelseitig und nicht ausgebuchtet. Die Art ist den übrigen Arten der Gattung Deuteragenia, beispielsweise der Gescheckten Wegwespe, sehr ähnlich und lässt sich im Freiland kaum von diesen Unterscheiden.

## Vorkommen
Die Art kommt von Mittel-, Nord- und Osteuropa bis in den Fernen Osten (Japan) vor. Die südliche Verbreitungsgrenze ist in Europa in Oberitalien und Bulgarien. In den Alpen ist sie nur in Tieflagen zu finden.
Sie besiedelt temperaturbegünstigte Waldränder, Gebüsche und offene Lebensräume mit Totholz wie aufgelassene Weinberge und Streuobstwiesen, auch ist sie direkt im Siedlungsbereich in Gärten anzutreffen. Die Tiere fliegen in zwei Generationen von Mitte Mai bis Mitte September.

## Lebensweise
Weibchen von Deuteragenia bifasciata legen ihre Nester in hohlen Stängeln, Käferbohrlöchern in Totholz und Mauerritzen an. Sie bevorzugen einen Gangdurchmesser von 3,5 bis vier Millimetern. Die Art ist eine der wenigen ihrer Familie, die bis zu sechs Zellen hintereinander anlegt. Die Zwischenwände werden aus verschiedenen Materialien, wie Pflanzenfasern, Holzmehl oder Insektenteilen angefertigt und sind drei bis elf Millimeter dick. Sie werden mit Spinnweben überzogen. Dazu verwendet das Weibchen Borsten auf der Kopfunterseite. Das Nest wird schließlich bis zu sechs Zentimeter dick verschlossen, wobei zuletzt neben Spinnweben auch größere Teile und Harz eingelagert werden. Die Brut wird mit je einer Krabbenspinne versorgt, an deren Hinterleib ein Ei gelegt wird. In Zellen mit Weibchen werden größere Spinnen eingebracht. Die Verpuppung erfolgt in einem zigarrenförmigen, weißen Kokon, der an einem Ende den Kot enthält. Die Entwicklung vom Ei bis zum Schlupf dauert etwa 30 Tage.

## Systematik und Taxonomie
Deuteragenia bifasciata wurde lange Zeit als Dipogon bifasciatus der Gattung Dipogon zugeordnet. Die Gattung Deuteragenia wurde 1912 von Šustera eingeführt, aber ab 1946 von vielen Autoren nur als Untergattung von Dipogon betrachtet. 2012 wurde Deuteragenia als eigenständige Gattung wieder errichtet. Dipogon (Deuteragenia) bifasciatus wurde als Deuteragenia bifasciata dieser wieder errichteten Gattung zugeordnet.